# Justyna Reczeniedi
Justyna Reczeniedi – urodzona w Warszawie, polska śpiewaczka (sopran liryczno-koloraturowy), skrzypaczka, polonistka, doktor habilitowana sztuk muzycznych w dyscyplinie artystycznej wokalistyka (Akademia Muzyczna im. Feliksa Nowowiejskiego w Bydgoszczy oraz Akademia Muzyczna im. Ignacego Jana Paderewskiego w Poznaniu).

## Życiorys
Urodziła się w Warszawie. Ukończyła Państwową Podstawowa Szkołę Muzyczną nr 1 im. E. Młynarskiego w Warszawie, a następnie Państwową Szkołę Muzyczną im. F. Chopina II stopnia na dwóch wydziałach. Dzięki temu w 1998 otrzymała dyplom muzyka instrumentalisty (skrzypce) oraz muzyka wokalisty (śpiew solowy). Była ostatnią uczennicą legendarnej Bogny Sokorskiej „Słowika Warszawy”, pozostając pod opieką artystyczną jej córki Jagny Sokorskiej-Kwika. Absolwentka Uniwersytetu Muzycznego Fryderyka Chopina w Warszawie w klasie śpiewu prof. Zdzisławy Donat (dyplom z wyróżnieniem) oraz Uniwersytetu Warszawskiego na wydziale filologii polskiej. Od 2004 r. solistka Warszawskiej Opery Kameralnej, od 2017 r. solistka Polskiej Opery Królewskiej. Wykłada na Uniwersytecie Jana Kochanowskiego w Kielcach w Katedrze Muzyki na Wydziale Sztuki.
Nagrała następujące płyty fonograficzne:
- „Tam mnie znajdziesz”,
- „Najpiękniejsze arie operowe na sopran liryczno-koloraturowy”,
- „Szczęśliwi”,
- „Pomiędzy światem a nami” (z Jerzym Zelnikiem do poezji ks. Jana Twardowskiego),
- „Święta z kolędą” (z Krystianem Adamem Krzeszowiakiem, dla EMI Classics),
- „Pamięci Bogny i Jerzego Sokorskich” (pieśni Jerzego Sokorskiego).
- „Fryderyk Chopin Pieśni”[6]
- „Elsner. Muzyka kameralna”[7]
- „Szymon Kawalla. Chamber music”[8]
- „Romantic Duets” (z Anną Radziejewską, DUX, 2021)[9]

Występowała na wielu prestiżowych scenach, w teatrach i filharmoniach na terenie kraju i poza granicami, m.in. w Tokio Opera City i Orchard Hall w Japonii, Narodowej Operze w Rydze, Teatrze Wielkim – Operze Narodowej, Operze na Zamku w Szczecinie, Teatrze Muzycznym w Poznaniu oraz w Hiszpanii, Kanadzie, Grecji, Libanie, Austrii, Niemczech i na Węgrzech. Kreowała takie role jak Gilda w „Rigoletto” i Violetta Valery w „Traviacie” Verdiego, Despina i Fiordiligi w „Così fan tutte” Mozarta, Eugenia w „Il filosofo di Campagna” Galuppiego, Basia w „Krakowiakach i góralach” Kurpińskiego, Adela w „Zemście nietoperza” i in. Z powodzeniem obraca się w różnych stylach muzycznych od opery i oratorium poprzez operetkę, musical, muzykę filmową, repertuar Anny German oraz poezję śpiewaną.
Jest autorką biografii swojej maestry „Bogna Sokorska. Życie i kariera Słowika Warszawy – wspomnienie” (Wydawnictwo Novae Res 2011) oraz opowiadań pt. „Spotkania” (Anagram 2012), a także monografii „Stanisław Gruszczyński. Dzieje króla tenorów” (Fundacja im. Z. Noskowskiego 2013).
Współpracuje z reżyserem Maciejem Michalskim, który jest prekursorem połączenia współczesnego obrazu z klasycznym śpiewem w formie wideoklipu. Zagrała w jego filmie „Kanadyjskie sukienki” u boku Ewy Kasprzyk i Justyny Steczkowskiej. Od lutego 2009 jest współprowadzącą (wraz z mężem Gáborem Fekete de Reczenied) audycję radiową „Za kulisami oper i sal koncertowych” w Radiu Bogoria. Osiągnięciem artystki jest realizacja projektu CO-OPERA, pod patronatem wybitnej śpiewaczki Teresy Żylis-Gary, wraz z polskim tenorem Krystianem Adamem Krzeszowiakiem do muzyki Marcina Nierubca i poezji Michała Zabłockiego.
Mieszka w Milanówku. Jest założycielką projektu Baby Opera – Operowe Zwierzaki – maskotek pluszowych śpiewających muzykę klasyczną jej głosem dla dzieci 0+ w celu wspomagania ich rozwoju.

## Nagrody
Laureatka konkursów wokalnych w Polsce, Austrii i we Włoszech (II nagroda na Ogólnopolskim Konkursie Wokalnym dla Młodych Sopranów im. Krystyny Jamroz w Busku Zdroju, I nagroda i kilka nagród specjalnych na Drugim Ogólnopolskim Konkursie Wykonawstwa Muzyki Operetkowej i Musicalowej im.Iwony Borowickiej w Krakowie, III nagroda na Międzynarodowym Konkursie Wokalnym im. Nico Dostala w Wiedniu, III nagroda na Międzynarodowym Konkursie dla Śpiewaków Operowych w Basciano).
Nagrodzona Odznaką honorową „Zasłużony dla Kultury Polskiej” (Legitymacja Nr 12814, Ministerstwo Kultury i Dziedzictwa Narodowego, 24.01.2019) oraz Medalem Komisji Edukacji Narodowej (Legitymacja Nr 169501, Ministerstwo Edukacji Narodowej, 30.07.2019).